# Spilomyia sulphurea
Spilomyia sulphurea är en tvåvingeart som beskrevs av Sack 1910. Spilomyia sulphurea ingår i släktet trädblomflugor, och familjen blomflugor. Inga underarter finns listade i Catalogue of Life.